# 中央聖馬丁藝術與設計學院

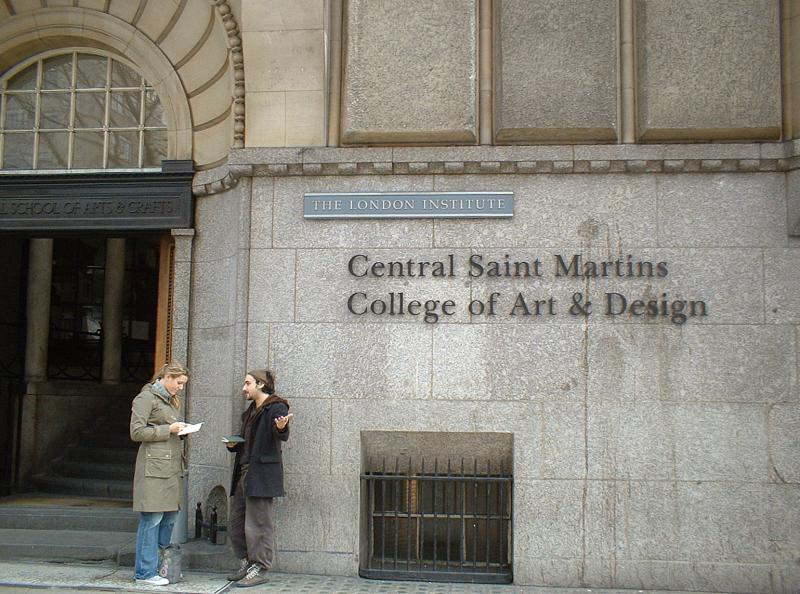
位於南安普敦路的中央藝術與設計學校

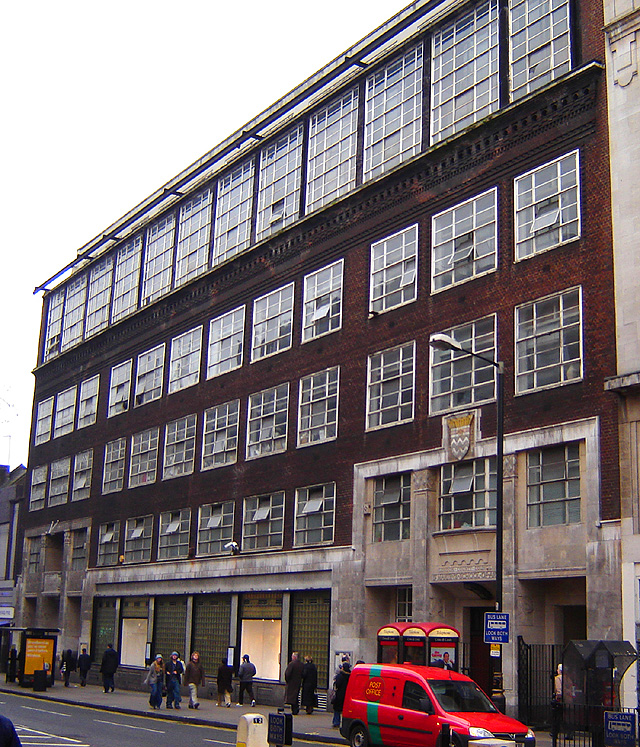
位於查令十字路的聖馬丁學院

中央聖馬丁藝術與設計學院（Central Saint Martins College of Art and Design，簡稱： 中央聖馬丁、CSM）是英格蘭一所藝術和設計學院，屬於倫敦藝術大學的一部份。
1989年，中央藝術與設計學校（1896年成立）和聖馬丁藝術學校（1854年成立）合併。在60和70年代，中央聖馬丁被認為是倫敦最好的藝術學校，培育出許多知名的學生，包括吉伯特與喬治（Gilbert and George，兩人也是在學院中結識）和理査·隆恩（Richard Long），也有多位具有影響力的藝術家在學校擔任教職，包括安東尼·卡羅（Anthony Caro）和貝瑞·弗拉納根。此外學院也是許多龐克和新浪潮樂團的發源地，性手枪乐队第一次登台演出就是在此，在2005年11月6日，性手枪乐队诞生30周年之际，中央聖馬丁獲頒藍色徽章（Blue plaque）。
中央聖馬丁至今仍是倫敦最受推崇的藝術教育機構，在當代藝術、时装、工業設計、视觉传达、三維設計（3D design）和表演藝術方面均享有盛誉。
曾於中央聖馬丁任職導師及教授的Jane Rapley曾透露大多數申請入學失敗是因為有些學生比較成熟而有些根本未準備好，而有些本性與學院的風格不配合。更表示自己不適合CSM，因為內向而且欠缺安全感，相對起來一間細小的學府更適合自己。

## 著名校友
- 比爾·摩格理吉 工業設計師，第一台貝殼式筆記型電腦的設計者。
- ，演員（前任007）
- 約翰·加利亞諾（John Galliano），時裝設計師，前克里斯汀·迪奥（Dior）設計師
- 史黛拉·麥卡尼（Stella McCartney），時裝設計師
- 菲比·費洛（Phoebe Philo），英国时装设计师
- 亞歷山大·麥昆（Alexander McQueen），時裝設計師
- 胡西恩·查拉亞恩（Hussein Chalayan），時裝設計師
- 凱薩琳·哈姆雷特（Katharine Hamnett），時裝設計師
- 吉伯特與喬治（Gilbert and George），藝術家雙人組合
- 麥克·李（Mike Leigh），電影導演
- 理査·隆恩（Richard Long），藝術家
- 葛連·麥洛克（Glen Matlock），性手槍樂團前貝斯手
- 拜雅特（A. S. Byatt），小說家
- 約翰·赫特（John Hurt），演員
- 保羅·彼特尼（Paul Bettany），演員
- 爱德华多·包洛奇（Sir Eduardo Paolozzi），雕塑家
- 翁美玲，香港電視劇演員
- 里卡多·提西（Riccardo Tisci），时装设计师
- 馬修·威廉姆森（Matthew Williamson），時裝設計師
- 加勒斯·普（Gareth Pugh），時裝設計師
- 安東尼·約瑟夫（Anthony Joseph），國際知名廚具品牌Joseph Joseph共同創辦者
- 尼可拉斯·科克伍德（Nicholas Kirkwood），LVMH旗下同名品牌設計師

## 外部連結
- 學院官方網站